# Worotnaberd
Worotnaberd (orm. Որոտնաբերդ), zamek Dawita Beka – twierdza mieszcząca się w prowincji Sjunik w południowej Armenii ponad wąwozem rzeki Worotan. 

## Opis
Twierdza była elementem większego systemu ochrony i wraz z zespołem klasztornym Worotnawank jej celem była obrona terenów Szaghat. Położona jest ponad wąwozem na grzbiecie prawego brzegu rzeki Worotan, między wsiami Waghatin oraz Worotan w prowincji Sjunik w Armenii, na wysokości 1365 m n.p.m. Administracyjnie należy do wsi Cyghuk.
Budowla ma kształt siodła. Zorientowana jest w kierunku północny zachód – południowy wschód. Mury obronne  wybudowane zostały w dwóch liniach, wewnętrznej i zewnętrznej, tylko z jednej, południowo-zachodniej strony (zachowały się ich tylko fragmenty). Z trzech pozostałych stron naturalną ochronę zapewniało ukształtowanie terenu: strome skały bazaltowe.

## Historia
Pierwsze dowody na istnienie zamku pochodzą z V wieku: wspominał go historyk Jeghisze w 450 roku. 
W latach 1075–1092 Worotnaberd znajdował się pod kontrolą Królestwa Sjuniku, wielokrotnie odpierając ataki Seldżuków. W końcu jednak nigdy wcześniej niezdobyta twierdza przeszła pod ich panowanie: najpierw w 1103 roku zniszczyli stolicę królestwa – Kapan, a w 1104 roku udało im się zająć twierdzę Worotnaberd. Pod ich panowaniem zamek pozostał do 1210 lub 1211 roku, kiedy to został odbity i trafił pod panowanie rodziny Orbeljannerów, gdzie pozostawał aż do 1386 roku, kiedy twierdza została zdobyta przez armię Timura Lenka.
W 1406 lub 1407 roku zamek zdobył Kara Jusuf, będący wówczas przywódcą Kara Kojunlu. W 1487 roku twierdza została zniszczona w wyniku trzęsienia ziemi. Po tym wydarzeniu brak informacji o historii twierdzy aż do XVIII wieku, kiedy to Dawit Bek dotarł do Kapanu i w ramach ruchu wyzwoleńczego Syunik 29 marca 1724 roku przejął kontrolę nad Worotnaberdem. Od tego czasu zamek ten był kojarzony przez miejscową ludność z dowódcą wojsk wyzwoleńczych i nazywany zamkiem Dawita Beka.